# Neukdae sonyeon
Neukdae sonyeon (늑대소년?, 늑대少年?, Nŭkdae sonyŏnMR), noto anche con il titolo internazionale A Werewolf Boy, è un film del 2012 scritto e diretto da Jo Sung-hee.

## Trama
La sessantenne Kim Sun-yi si ricorda del misterioso incontro avvenuto quando aveva diciassette anni, quello con un misterioso ragazzo che viveva nei boschi, Chul-soo, che nascondeva dentro di sé una parte "animalesca".